# Układ jednostek miar ciężarowy
Układ jednostek miar ciężarowy (zwany także technicznym) dawny układ obecnie zastąpiony przez układ SI.
Jednostki podstawowe: metr (m), kilogram-siła (kG), sekunda (s).
W układzie tym jednostka masy jest jednostką pochodną, natomiast jednostka siły – podstawową.
Jednostką masy jest w tym układzie inert.
1 inert = 1 kgf*s2/m = 9,80665 kg
Jednostką gęstości jest inert/m3 = 9,80665 kg/m3, ciężaru właściwego 1 kG/m3 = 9,80665 N/m3. Pozostałymi jednostkami są:
- energii - 1 kilogramometr = 9,80665 J.
- mocy - 1 kilogramometr/s = 9,80665 W i jego wielokrotność koń mechaniczny[2].
- ciśnienia - 1 kG/m2 = 9,80665 Pa i jego wielokrotność atmosfera techniczna = 98 066,5 Pa[3].